# Григорьев, Георгий Иванович
Гео́ргий Ива́нович Григо́рьев (29 декабря 1916, Казань, Российская империя ― 17 июля 2010, Йошкар-Ола, Россия) ― советский государственный деятель и деятель здравоохранения. Депутат Верховного Совета СССР 6-го созыва (1962―1966). Основатель офтальмологической службы в Марий Эл, главный офтальмолог Министерства здравоохранения Марийской АССР (1951― 1977). Заслуженный врач РСФСР (1960), кандидат медицинских наук (1971). Участник Великой Отечественной войны.

## Биография
Родился 29 декабря 1916 года в Казани в семье крестьянина, занявшегося предпринимательством. 
В 1941 году окончил Казанский медицинский институт.
В июле 1941 года призван в РККА. Участник Великой Отечественной войны: служил на лечебных и административных должностях в авиационных полках Приволжского военного округа, капитан медицинской службы. В феврале 1946 года завершил службу, дослужился до подполковника медицинской службы.
С 1950 года ― в Марийской АССР: главный врач Мари-Турекской районной больницы, в 1951―1977 годах ― главный офтальмолог Министерства здравоохранения, в 1977―1989 годах ― заведующий отделением Республиканской офтальмологической больницы Марийской АССР. В 1953―1980 годах ― председатель Общества офтальмологов Марийской АССР. Организатор системы мер по борьбе с трахомой в Марийской республике, благодаря чему к 1961 году состоялась её ликвидация как массового заболевания, к 1968 году ― полная и устойчивая ликвидация. Успешно защитив диссертацию по теме «Пути и средства полной и устойчивой ликвидации трахомы в Марийской АССР» в Куйбышевском медицинском институте, в 1971 году стал кандидатом медицинских наук. Также известен как инициатор и активный деятель по строительству Республиканской офтальмологической больницы Марийской АССР.
Является автором нескольких книг по борьбе с трахомой, например, «Организационные формы и методы борьбы с трахомой в Марийской АССР» (1961) и др.
В 1962―1966 годах избирался депутатом Верховного Совета СССР 6-го созыва. 
За заслуги в области здравоохранения в 1960 году ему присвоено почётное звание «Заслуженный врач РСФСР». Награждён орденом Октябрьской Революции, Трудового Красного Знамени, медалями и Почётной грамотой Президиума Верховного Совета Марийской АССР.
Ушёл из жизни 17 июля 2010 года в г. Йошкар-Оле.

## Трудовые награды и звания
- Заслуженный врач РСФСР (1960)[1][2]
- Заслуженный врач Марийской АССР (1957)[1][2]
- Орден Трудового Красного Знамени (1966)[1][2]
- Медаль «За доблестный труд. В ознаменование 100-летия со дня рождения Владимира Ильича Ленина» (1970)
- Почётная грамота Президиума Верховного Совета Марийской АССР (1976)[1][2]

## Память
- С 2011 года имя заслуженного врача РСФСР и Марийской АССР Г. И. Григорьева носит Республиканская офтальмологическая больница Марий Эл[7][8].
- В сентябре 2012 года на здании Республиканской офтальмологической больницы Марий Эл в память о нём открыта мемориальная доска. Надпись на ней гласит: «Здесь работал заведующим отделением Георгий Иванович Григорьев, выдающийся организатор офтальмологической службы, инициатор строительства этой больницы, заслуженный врач РСФСР и МАССР, кандидат медицинских наук, главный офтальмолог Министерства здравоохранения МАССР»[9][10].